# 高梁市立吹屋小学校
高梁市立吹屋小学校（たかはししりつ ふきやしょうがっこう）は岡山県高梁市成羽町吹屋にあった市立小学校である。児童数減少により2012年（平成24年）3月末に廃校となった。廃校後は「旧吹屋小学校」と呼ばれる。
20世紀初頭に建てられた擬洋風校舎は、2003年（平成15年）に県指定重要文化財（建造物）となり、現役日本最古の小学校校舎として知られていた。閉校後の校舎は、文化財として耐震強化を含む解体修理が2015年（平成27年）に着手され、2022年4月21日に観光施設として開館した。

## 概要

### 開校と校舎
吹屋小学校の沿革は江戸時代末期（幕末）に遡る。幕末の頃に吹屋村に開設された3つの寺子屋が起源であり、その中で最も古い学び舎は神官の大河政興が1857年（安政4年）に開設した学舎である（名称は無い）。3つの寺子屋はいずれも数年で廃止になり、もっとも最後まで残った学び舎も1870年(明治3年)までに廃止されているため、直接の前身には当たらないものの、吹屋地区における児童教育の基礎を作った3つの寺子屋が吹屋小学校の起源として認識されており、公式サイトでも3つの寺子屋を沿革としている。それから3年ほどたった1873年（明治6年）に児童教育の場を継承する形で開校した。1899年（明治32年）に吹屋尋常高等小学校として現在地に移転し、1900年（明治33年）に西校舎・東校舎（木造平屋建）、1909年（明治42年）に本館（木造2階建）が竣工。東西校舎2棟が並列する本館玄関を中心とする左右対称配置である。各棟とも寄棟造、下見板張りで、窓は引き違いになっている。

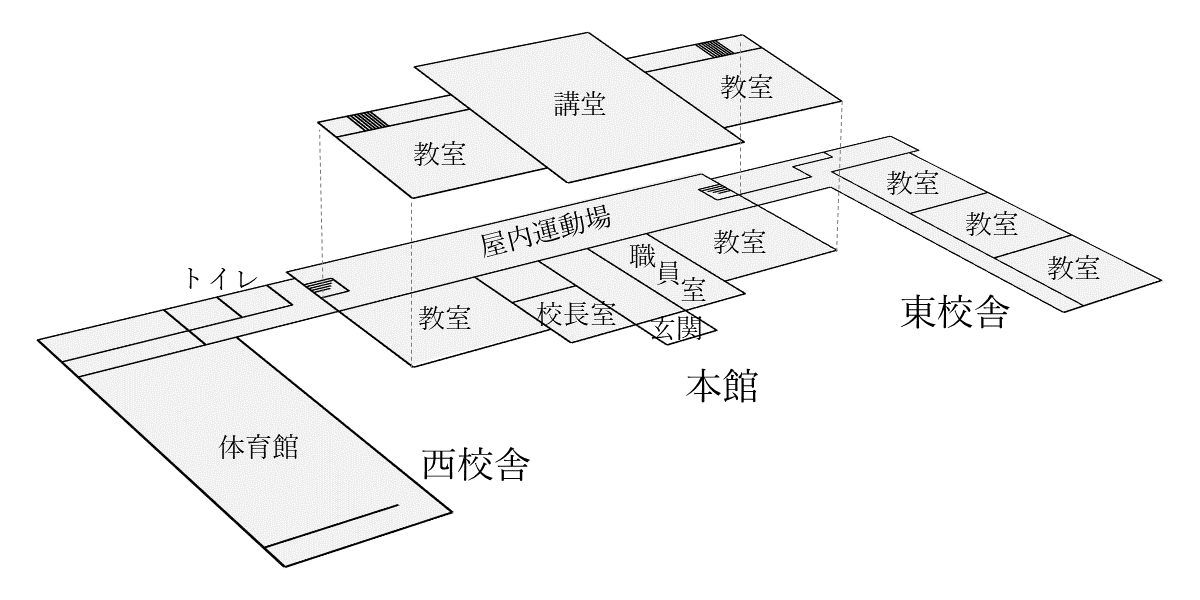
間取り概略（閉校前）

本館は17間（30.9 m）×8間（14.5 m）の正面（南西面）中央に玄関ポーチが張り出す。竣工時、玄関ポーチは無く、建物正面の屋根にドーマーがあった。玄関を入った中央廊下の左に校長室、右に職員室、これらの外側にそれぞれ教室（5間×4間）があり、廊下突き当りに本館を左右に貫く幅3間の屋内運動場がある。この空間は『3間廊下』と呼ばれ床は板張りだが、かつては土間だった。また、2階の床を支えるトラスが天井に露出する。屋内運動場両端には2階への階段があり、東西校舎への廊下が繋がる。本館2階は中央に講堂（7間×8間）、左右にそれぞれ教室がある。東校舎は西側に廊下、東側に3つの教室が並び、西校舎は体育館として広い空間を持つ。トイレは西廊下北側にある。
延べ面積は本館766.75 m2、東校舎272.21 m2、東廊下34.62 m2、西校舎207.43 m2、西廊下39.75 m2である。
校舎が建てられたのは、吹屋が銅山とベンガラにより栄えると共に、全国的に就学率が向上し、学校規模が大きくなった明治中期である。二重折上棹縁天井などの手の込んだ意匠、100年を経て現役使用に耐えた部材・構造であることなど、当時の吹屋を象徴する建造物ともいえる。その特徴的な構造は『江川式建築』であるとされ、江川三郎八の設計であるか、もしくはその影響を強く受けていると推測されている。
銅山は近世以前の開坑であり、伝承では807年(大同2年)に採掘が始められ、室町時代に銀山から銅山になった。江戸時代には幕府が請山として開発、天保期に産出高が急増した。しかし、明治維新により銅山は衰退、坑道が水没して上層部でのみ採掘が行われていた。1873年（明治6年）、三菱の経営による近代化が始まり、明治末期に最盛期を迎え、1908年（明治41年）の従業員は1263人。小学校の敷地は1898年（明治31年）に三菱商会が寄付した。ここは、銅山事業施設を西方大字坂本に集約したときの事務所跡地である。1901年（明治34年）に町となった旧吹屋町の人口は大正中期頃5000人余だったが、1931年（昭和6年）に休山し、その後は、衰退が進んだ。
また、この地域では、銅採掘に付随して得られた硫化鉄を原料とするベンガラ生産が江戸時代から1974年（昭和49年）まで行われた。周辺にはベンガラで財を成した西江邸、広兼邸、旧片山家住宅をはじめとする旧家の建造物や、古い町並みが残る。これらの建造物や小学校には石州瓦系の塩田瓦が使われている。
2003年（平成15年）3月11日に本館・東校舎・東廊下が県指定重要文化財（建造物）となり、翌年2004年（平成16年）3月12日に西校舎・西廊下が追加指定された。閉校後の2013年（平成25年）3月1日、「旧吹屋小学校校舎」に名称が変更された。

### 閉校
児童数の減少傾向が続くため、2008年度（平成20年度）から高梁市教育委員会と地域との協議が重ねられ、2010年（平成22年）12月20日に小学校区住民への説明会にて閉校が合意された。2011年（平成23年）3月時点の児童数は1年生と4年生各2名、5年生3名の計7名、2クラス編制だった。2012年3月20日に最後の卒業式と閉校式が行われた。行政方針上の閉校日は3月31日であり、それまで5年生以下の在校生に対しては平常授業が行われた。

### 旧吹屋小学校整備事業（2015 - 2022）
旧吹屋小学校整備事業として解体修理が2015年（平成27年）8月から5年計画、予算総額8億8,800万円で開始された。しかし、工事完了予定前年の2019年9月、想定を超える部材腐朽のため、2022年（令和4年）3月末完成、予算総額9億5,000万円に変更された。2022年4月21日に再び一般公開が始まった。

## 著名な出身者
- アンネット・一恵・ストゥルナート - オペラ歌手

## その他
- 1990年11月18日放送の『裸の大将　清とベンガラの花嫁[24]』において、ロケシーンを撮影した写真およびその当時の在校生たちと撮った記念写真が本館1階の渡り廊下に飾られている。なお、作中において当校は実名で登場している。
- 2012年5月29日、ANN『テレメンタリー2012』で最後の1年間の密着取材が放映。番組サブタイトルは「紅の里の学び舎 最古の木造校舎 最後の1年」。
- NHK連続テレビ小説『カーネーション』では、小原糸子が通う岸城尋常小学校の外観シーンに使用された。
- 同じく、連続テレビ小説『ごちそうさん』で、主人公が通う小学校の外観に使用されている[25]。
- MBS毎日放送『ロケみつ』の企画『目指せ鹿児島　西日本横断ブログ旅』内で通過ポイントに指定され、芸人の桜 稲垣早希が訪れた。収録当時（2009年夏）本校は現役で、校長の案内で校内やライトアップされた姿も紹介されていた。この様子は番組ブログやDVD『ヒツジの巻』に収録されている。
- 閉校式の行われた2012年3月20日にはテレビ朝日系ニュース番組「報道ステーション」の中継が入り（一部録画放送あり）、弁柄産業によって栄えた地域の財産を集結して建てられた学校であることがナレーションによって解説された。また当校の石川教諭が「100年オルガン」で演奏を披露するシーンなどが放送された。
- 廃校後、同年の5月3日・4日、9月22日・23日、11月3日・4日の6日間、計3回に亘って校舎内への入舎を認める特別一般開放を行い、岡山県内の在住者を中心に全国各地から見学者が訪れた[26]。特別一般開放はその後も断続的に数回行なわれた。
- 夜間は16：00から20：30ごろまでライトアップされる。

## アクセス・周辺
西日本旅客鉄道（JR西日本）伯備線 備中高梁駅から備北バス「吹屋」行きで58分

### 周辺
- ラ・フォーレ吹屋（隣接）
- 旧片山家住宅
- 吹屋ふるさと村郷土館
- 西江邸
- 広兼邸
- 旧仲田邸

## ギャラリー

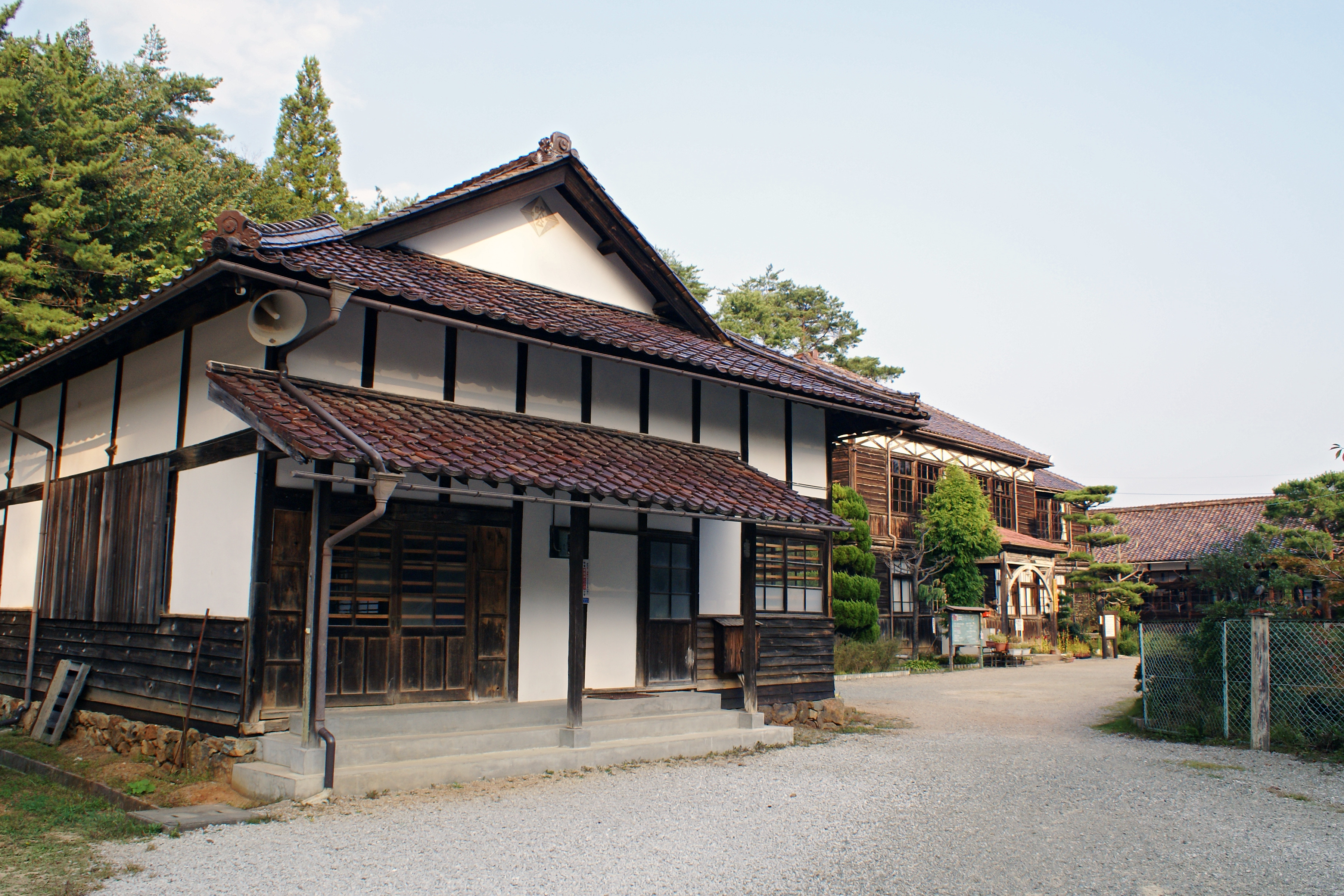
手前から西館、本館、東館（2006年9月）
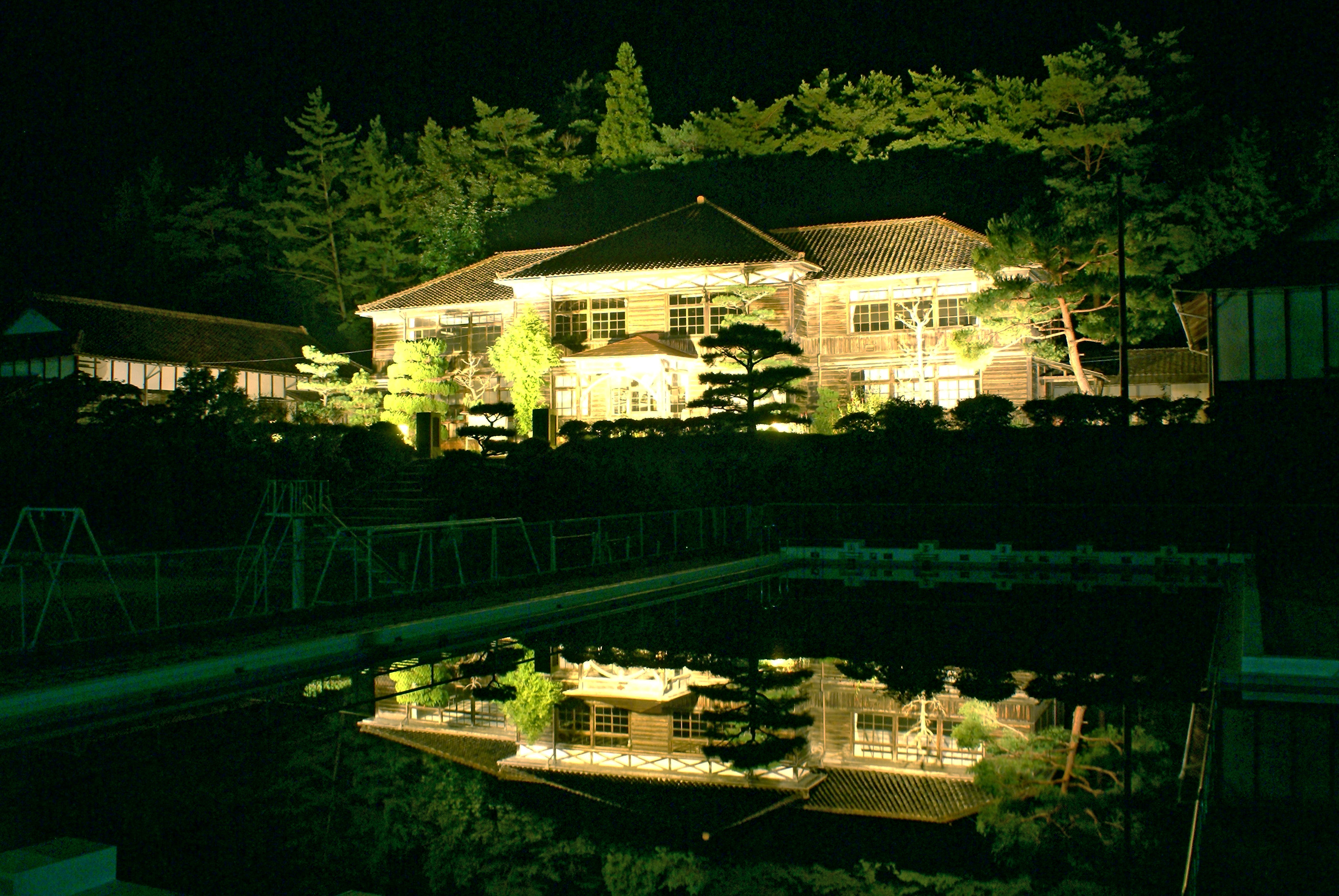
ライトアップされた校舎（2006年9月）
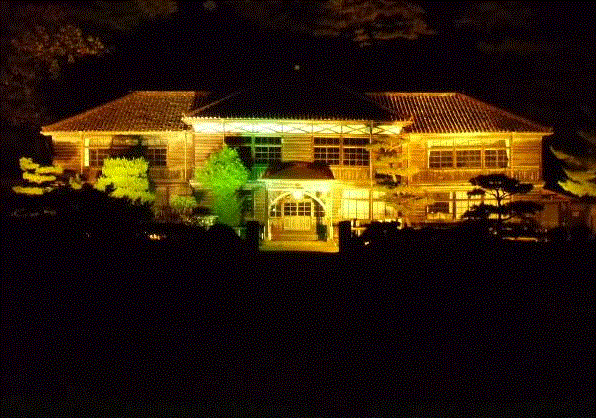
ライトアップされた校舎（2016年11月）
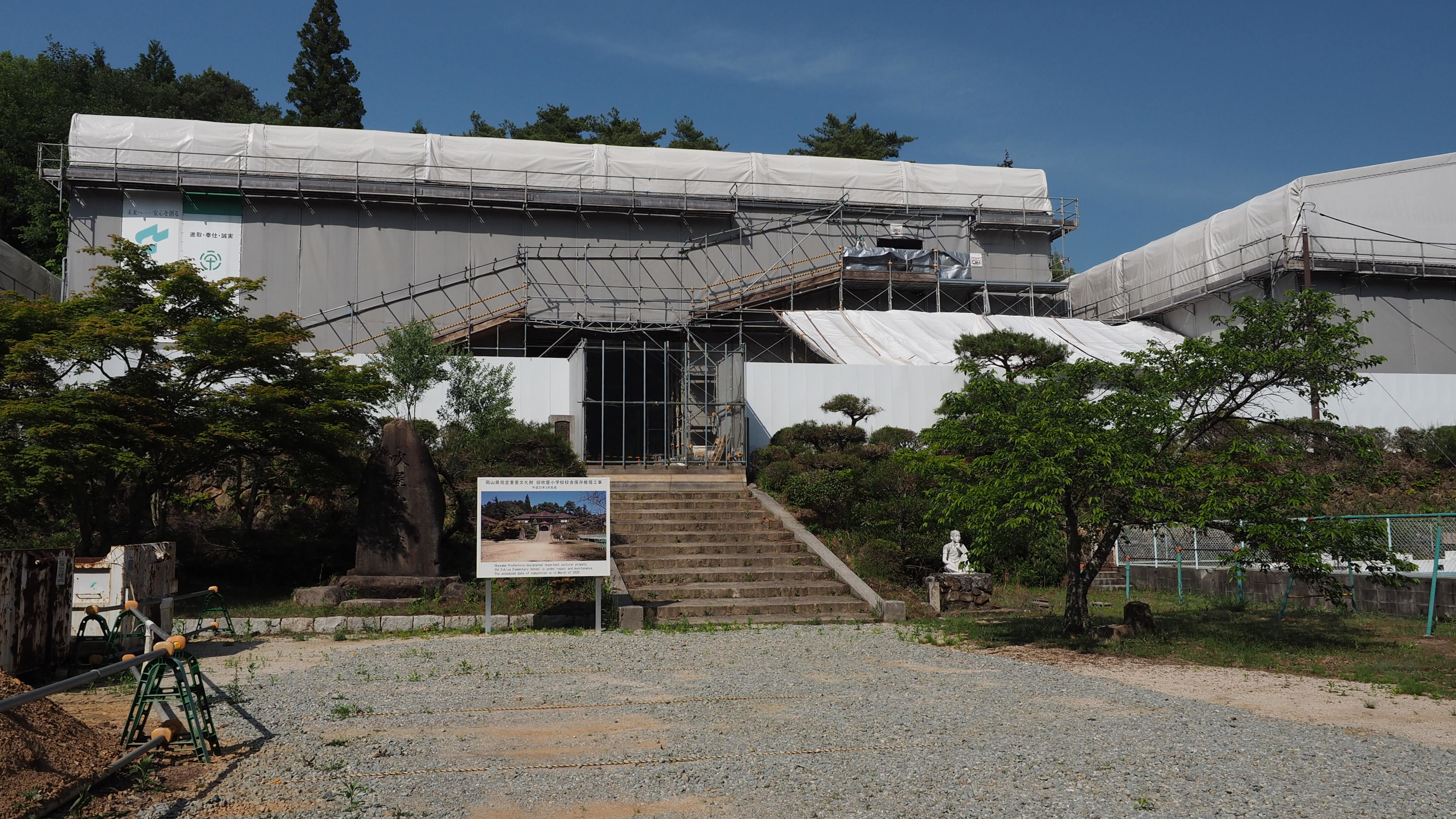
解体修理中の校舎（2018年5月）